# T-24
Der T-24 war ein mittlerer sowjetischer Multiturmpanzer. Er wurde von 1930 bis 1931 von der Charkower Lokomotivfabrik „Komintern“ hergestellt.

## Geschichte
Bereits Ende 1919 fand ein erster Entwurfswettbewerb für einen mittleren Panzer statt; der Sieger-Prototyp konnte aber wegen der Belastungen des Bürgerkriegs nicht zu Ende gebaut werden. Ein zweiter Wettbewerb 1922 brachte sieben neue Entwürfe, führte aber auch zu der Erkenntnis, dass der Entwurf und Bau von Panzern die Wirtschaft immer noch überforderte. So wurde 1923 die Entscheidung getroffen, zumindest die Entwicklungskapazitäten zu zentralisieren.
Die Rote Armee benötigte dringend neue und moderne Muster, da sich der Panzerbestand 1925 aus abgenutzten und zum Teil beschädigten Beutestücken britischer oder französischer Herkunft zusammensetzte. Deshalb wurde Ende 1925 beschlossen, die Anstrengungen vornehmlich auf leichte Panzer zu konzentrieren – das erste Resultat dieser Entscheidung war der T-16. Eine kontinuierliche Weiterentwicklung des Fahrzeugs mit der Bezeichnung T-18 (MS-1) wurde 1927 bei der Truppe in Dienst gestellt.

## Entwicklung

### Prototyp T-12
Mit deutlich geringeren Kapazitäten begann Ende 1926 im Konstruktionsbüro der Charkower Lokomotivfabrik Nr. 183 unter Chefkonstrukteur I. N. Alexejenko die Entwicklung eines mittleren Panzers unter der Bezeichnung T-12. Dieser war das Ergebnis der Erfahrungen beim Entwurf des T-18 in Verbindung mit dem Konzept des Einbaus mehrerer Waffen auf verschiedenen Ebenen, ähnlich dem amerikanischen Experimentalmuster T1 E1. Der T-12 sollte eine 45-mm-Kanone oder eine 57-mm-Haubitze als Hauptbewaffnung und drei Zwillings-MG in zwei übereinanderliegenden Türmen erhalten. Dieses Konzept hatte allerdings den großen Nachteil, dass Drehungen des unteren großen Turms entsprechend am kleineren oberen Turm ausgeglichen werden mussten und der Panzer sehr hoch ausfiel. Der Panzer wog 17,2 Tonnen, hatte vier Mann Besatzung und war bis zu 26 km/h schnell. Die Stärke der Panzerung betrug zwischen 12 und 22 Millimeter. Zur Verbesserung der Geländegängigkeit trug der T-12 einen Hecksporn.
1930 erfolgten umfangreiche Erprobungen des Musters inklusive Beschussversuchen, die ihm gute Fahreigenschaften und eine hohe Feuerkraft bescheinigten. Allerdings zeigte das Fahrwerk Schwächen, und das Getriebe sowie das Kraftstoffsystem machten Probleme, ebenso wurde der ungenügende Fahrbereich bemängelt. Insgesamt fiel das Urteil aber positiv aus, der Panzer entsprach den damaligen Erwartungen, und nach Lösung der Probleme wurde die Übernahme in die Bewaffnung und Produktion empfohlen.

### T-24
Die Fehler und Schwächen wurden überarbeitet und das so verbesserte Muster erhielt die Bezeichnung T-24. Der Hecksporn entfiel. Bereits im März 1930 war die Entscheidung zum Bau einer ersten Serie von 15 T-24 gefallen. Allerdings ging die als ursprüngliche Hauptbewaffnung vorgesehene Kanone bzw. Haubitze nie in Produktion, so dass man sich anfangs mit einer reinen MG-Bewaffnung abfinden musste; erst 1932 stand eine entsprechende 45-mm-Kanone zur Verfügung und wurde eingerüstet. Die Masse war gestiegen, die Besatzung auf fünf Mann angewachsen und die Panzerung auf 8,5 bis 20 mm reduziert worden.

## Fertigung
Ehrgeizige Planungen zum Bau von 300 Panzern wurden schnell wieder verworfen und nur 25 komplette Panzer und diverse Einzelstücke (Wannen, Türme, Fahrgestelle) wurden fertiggestellt. Dies hing einerseits mit erheblichen Fertigungsproblemen in der Fabrik zusammen, andererseits zeigte sich aber auch die Führung der Roten Armee stark von den Entwürfen des Grote-Tanks beeindruckt und erwog gleichzeitig die Produktion amerikanischer Christie-Panzer. So lief die gedrosselte Produktion nur schleppend, während der Grote-Tank nie über das Prototypenstadium hinauskam und die Christie-Panzer auch nicht in größerer Stückzahl produziert wurden.

## Einsatz
In der Roten Armee diente der T-24 als Unterstützungspanzer, wurde aber wegen Problemen mit der Wartung und Ersatzteilen bald an Ausbildungseinheiten abgegeben. Trotzdem war er ein wichtiges Muster, an dem die Konstrukteure und Fertigungsstätten erste wertvolle Erfahrungen mit schwereren Panzern sammeln konnten.

## Beschreibung
Der T-24 hatte eine genietete kastenförmige Wanne aus gewalztem Panzerblech. Die Türme waren ebenfalls genietet. Die Bauweise entsprach dem damaligen Stand der Technik des internationalen Panzerbaus. Im Gegensatz zum Prototyp T-12 waren die Türme nicht vieleckig aus geraden Panzerplatten zusammengesetzt, sondern aus größeren gerundeten Stücken, wodurch der Hauptturm eine zylindrische Grundform mit einer geraden Stirnwand erhielt. Der Fahrer saß rechts vorn im Bug, ein MG-Schütze links vorn im Bug; Kommandant, Lade- und Richtschütze im Turm.

### Bewaffnung
Die Bewaffnung des T-24 bestand aus der 45-mm-Kanone „TP“, Modell 1930 (russisch танковая пушка 45-мм обр. 1930 года) und vier 7,62-mm-MGs DT. Ein MG war in einer Kugelblende links vorn in der Wanne eingebaut, eines koaxial rechts der Kanone im Hauptturm, ein weiteres seitlich im Hauptturm und das vierte war in dem auf den Hauptturm aufgesetzten, kleinen Nebenturm installiert.

### Panzerung
Die Panzerung der Turmstirnwand und des Wannenbugs war einheitlich aus 20-mm-Panzerblechen gewalzt.

### Beweglichkeit

#### Motor
Der T-24 wurde von einem längs im Heck eingebauten wassergekühlten Achtzylinder-Viertakt-Flugzeugmotor M-6 angetrieben. Der Motor war mit Vergasern ausgestattet und entwickelte eine Höchstleistung von 300 PS. Der M-6 war ein Lizenzbau des Hispano-Suiza 8Fb und wurde im GAS-9-Werk in Alexandrowsk hergestellt.

#### Laufwerk
Der T-24 hatte ein Stützrollen-Rollenwagenlaufwerk mit vertikaler äußerer Federung. Je vier Rollenwagen pro Seite trugen zwei Laufrollen. Die Leitrollen waren am Bug, die Antriebsrollen am Heck des Fahrzeugs angebracht. Die Antriebsrollen übertrugen das Drehmoment – ähnlich wie später beim T-34 – über mittig an den Kettengliedern angeordnete Zähne auf die Gleiskette. Die Kette wurde über je vier Stützrollen pro Seite zurückgeführt.

### Technische Daten
|                          | T-12                                       | T-24                             |
| ------------------------ | ------------------------------------------ | -------------------------------- |
| Gefechtsmasse (t)        | 16–19,5                                    | 18–18,5                          |
| Länge (m)                | 6,50                                       | 5,68                             |
| Breite (m)               | 2,81                                       | 2,84                             |
| Höhe (m)                 | 2,95                                       | 3,04                             |
| Bodenfreiheit (m)        | -                                          | 0,50                             |
| Bodendruck (kg/cm²)      | 0,45                                       | 0,51                             |
| Antrieb                  | Ottomotor M-6 (200 PS)                     | Ottomotor M-6 (300 PS)           |
| Geschwindigkeit (km/h)   | 26 (Straße)                                | 22 (Straße)                      |
| Steigfähigkeit           | 40°                                        | 35°                              |
| Querneigung              |                                            | 25°                              |
| Überschreitfähigkeit (m) | 2,05                                       | 2,10                             |
| Kletterfähigkeit (m)     | 0,74                                       | 0,9                              |
| Watfähigkeit (m)         |                                            | 1,5                              |
| Fahrbereich (km)         |                                            | 120                              |
| Hauptbewaffnung          | 1 Kanone 45 mm (100 Granaten)              | 1 Kanone 45 mm (89 Granaten)     |
| Nebenbewaffnung          | 3 × 2 MG 7,62 mm Fjodorow (4.000 Patronen) | 4 MG 7,62 mm DT (8.000 Patronen) |
| Besatzung                | 4                                          | 5                                |